# Тоболовское сельское поселение
Тоболовское се́льское поселе́ние — муниципальное образование в Ишимском районе Тюменской области Российской Федерации.
Административный центр — село Тоболово.

## История
Статус и границы сельского поселения установлены Законом Тюменской области от 5 ноября 2004 года № 263 «Об установлении границ муниципальных образований Тюменской области и наделении их статусом муниципального района, городского округа и сельского поселения»

## Население
| 2010  | 2011  | 2012  | 2013  | 2014  | 2015  | 2016  |
| ----- | ----- | ----- | ----- | ----- | ----- | ----- |
| 1682  | ↘1680 | ↘1632 | ↘1614 | ↘1584 | ↘1545 | ↘1524 |
| 2017  | 2018  | 2019  | 2020  | 2021  |       |       |
| ↘1502 | ↘1495 | ↘1484 | ↘1448 | ↘1381 |       |       |

## Состав сельского поселения
| № | Населённый пункт | Тип населённого пункта       | Население |
| - | ---------------- | ---------------------------- | --------- |
| 1 | Завьялово        | деревня                      | 203       |
| 2 | Кукарцева        | деревня                      | 170       |
| 3 | Опеновка         | деревня                      | 196       |
| 4 | Разъезд № 36     | село                         | 21        |
| 5 | Тоболово         | село, административный центр | 1092      |